# Distaplia dubia
Distaplia dubia är en sjöpungsart som först beskrevs av Asajiro Oka 1927.  Distaplia dubia ingår i släktet Distaplia och familjen Holozoidae. Inga underarter finns listade i Catalogue of Life.